# Dionaea aurifrons
Dionaea aurifrons är en tvåvingeart som först beskrevs av Johann Wilhelm Meigen 1824.  Dionaea aurifrons ingår i släktet Dionaea och familjen parasitflugor. Inga underarter finns listade i Catalogue of Life.